# Biathlon-Juniorenweltmeisterschaften 2010
Die Biathlon-Juniorenweltmeisterschaften 2010 fanden vom 24. Januar bis 3. Februar 2010 im schwedischen Torsby, Provinz Värmlands län, statt.

## Medaillenspiegel
| Platz | Land        |   |   |   |    |
| ----- | ----------- | - | - | - | -- |
| 1     | Russland    | 7 | 5 | 3 | 15 |
| 2     | Deutschland | 4 | 3 | 3 | 10 |
| 3     | Frankreich  | 2 | 3 | 1 | 6  |
| 4     | Norwegen    | 1 | 1 | 5 | 7  |
| 5     | Österreich  | 1 | – | – | 1  |
| 5     | Rumänien    | 1 | – | – | 1  |
| 7     | Schweden    | – | 2 | – | 2  |
| 8     | Belarus     | – | 1 | 1 | 2  |
| 9     | Italien     | – | 1 | – | 1  |
| 10    | Polen       | – | – | 2 | 2  |
| 11    | Kanada      | – | – | 1 | 1  |

## Ergebnisse

### Männliche Jugend
| Rang | Name                       |
| ---- | -------------------------- |
| 1    | Martin Maier               |
| 2    | Alexander Petschonkin      |
| 3    | Vetle Sjåstad Christiansen |
| 4    | Kristian Ruud-Nesheim      |
| 5    | Iwan Pitschuschkin         |
| 6    | Johannes Kühn              |
| 7    | Florent Claude             |
| 8    | Jakow Nekrassow            |
| 9    | Kevin Russi                |
| 10   | Lorenz Wäger               |

| Rang | Name                       |
| ---- | -------------------------- |
| 1    | Johannes Kühn              |
| 2    | Alexander Petschonkin      |
| 3    | Vetle Sjåstad Christiansen |
| 4    | Iwan Pitschuschkin         |
| 5    | Alexander Loginow          |
| 6    | Kristian Ruud-Nesheim      |
| 7    | Aljaksej Abromtschyk       |
| 8    | Dimitar Gerdschikow        |
| 9    | Gaspard Cuenot             |
| 10   | Vili Vajanto               |

| Rang | Name                       |
| ---- | -------------------------- |
| 1    | Alexander Petschonkin      |
| 2    | Johannes Kühn              |
| 3    | Iwan Pitschuschkin         |
| 4    | Alexander Loginow          |
| 5    | Vetle Sjåstad Christiansen |
| 6    | Florent Claude             |
| 7    | Aljaksandr Daroschka       |
| 8    | Benjamin Plaickner         |
| 9    | Dimitar Gerdschikow        |
| 10   | Gaspard Cuenot             |

| Rang | Nation                                                                  |
| ---- | ----------------------------------------------------------------------- |
| 1    | RusslandAlexander Loginow Iwan Pitschuschkin Alexander Petschonkin      |
| 2    | FrankreichAntonin Guigonnat Florent Claude Simon Desthieux              |
| 3    | NorwegenKristian Ruud-Nesheim Erling Aalvik Vetle Sjåstad Christiansen  |
| 4    | FinnlandVili Vajanto Olli Hiidensalo Mikko Repo                         |
| 5    | BelarusAljaksej Abromtschyk Aljaksandr Martschanka Aljaksandr Daroschka |

### Weibliche Jugend
| Rang | Name               |
| ---- | ------------------ |
| 1    | Olga Galitsch      |
| 2    | Jelena Badanina    |
| 3    | Rose-Marie Côté    |
| 4    | Thekla Brun-Lie    |
| 5    | Iryna Kryuko       |
| 6    | Alexia Runggaldier |
| 7    | Monika Hojnisz     |
| 8    | Maria Bukowska     |
| 9    | Natalja Schalajewa |
| 10   | Ingela Andersson   |

| Rang | Name               |
| ---- | ------------------ |
| 1    | Jelena Badanina    |
| 2    | Ingela Andersson   |
| 3    | Monika Hojnisz     |
| 4    | Iryna Kryuko       |
| 5    | Darja Neszertschyk |
| 6    | Alexia Runggaldier |
| 7    | Julija Bryhynez    |
| 8    | Chardine Sloof     |
| 9    | Paulína Fialková   |
| 10   | Elisa Gasparin     |

| Rang | Name                |
| ---- | ------------------- |
| 1    | Jelena Badanina     |
| 2    | Ingela Andersson    |
| 3    | Monika Hojnisz      |
| 4    | Anne-Tine Markset   |
| 5    | Olga Galitsch       |
| 6    | Julija Bryhynez     |
| 7    | Iryna Kryuko        |
| 8    | Maria Bukowska      |
| 9    | Elisa Gasparin      |
| 10   | Juliette Lazzarotto |

| Rang | Nation                                                         |
| ---- | -------------------------------------------------------------- |
| 1    | NorwegenThekla Brun-Lie Marion Rønning Huber Anne-Tine Markset |
| 2    | RusslandJelena Badanina Natalja Schalajewa Olga Galitsch       |
| 3    | BelarusIryna Kryuko Dsijana Maskalenka Darja Neszertschyk      |
| 4    | KanadaMarie-Rose Côté Audrey Vaillancourt Julia Ransom         |
| 5    | UkraineIryna Warwynez Anastassija Merkuschyna Julija Bryhynez  |

### Junioren
| Rang | Name                  |
| ---- | --------------------- |
| 1    | Yann Guigonnet        |
| 2    | Michael Galassi       |
| 3    | Tom Barth             |
| 4    | Benedikt Doll         |
| 5    | Ondřej Exler          |
| 6    | Dominik Windisch      |
| 7    | Mario Dolder          |
| 8    | Uladsimir Aljanischka |
| 9    | Peter Hoffmann        |
| 10   | Tomáš Hasilla         |

| Rang | Name                  |
| ---- | --------------------- |
| 1    | Jewgeni Petrow        |
| 2    | Manuel Müller         |
| 3    | Tom Barth             |
| 4    | Mathieu Souchal       |
| 5    | Benedikt Doll         |
| 6    | Leif Nordgren         |
| 7    | Peter Hoffmann        |
| 8    | Rémi Borgeot          |
| 9    | Uladsimir Aljanischka |
| 10   | Dmitri Kononow        |

| Rang | Name                  |
| ---- | --------------------- |
| 1    | Manuel Müller         |
| 2    | Uladsimir Aljanischka |
| 3    | Jewgeni Petrow        |
| 4    | Mathieu Souchal       |
| 5    | Leif Nordgren         |
| 6    | Yann Guigonnet        |
| 7    | Andrei Turgenew       |
| 8    | Dominik Windisch      |
| 9    | Tom Barth             |
| 10   | Benedikt Doll         |

| Rang | Nation                                                                             |
| ---- | ---------------------------------------------------------------------------------- |
| 1    | DeutschlandTom Barth Johannes Kühn Benedikt Doll Manuel Müller                     |
| 2    | FrankreichRémi Borgeot Mathieu Souchal Ludwig Ehrhart Yann Guigonnet               |
| 3    | RusslandNasir Rabadanow Jewgeni Petrow Andrei Turgenew Dmitri Kononow              |
| 4    | ÖsterreichBernhard Leitinger Albert Herzog Christian Kitzbichler Michael Hörl      |
| 5    | SchwedenHenrik Forsberg Junior Fredrik Karlsson Mikael Persson Christofer Eriksson |

### Juniorinnen
| Rang | Name               |
| ---- | ------------------ |
| 1    | Réka Ferencz       |
| 2    | Karolin Horchler   |
| 3    | Leslie Mercier     |
| 4    | Anastassija Kalina |
| 5    | Larissa Kusnezowa  |
| 6    | Dorothea Wierer    |
| 7    | Kristel Viigipuu   |
| 8    | Sophie Boilley     |
| 9    | Emilija Jordanowa  |
| 10   | Marie Hov          |

| Rang | Name                  |
| ---- | --------------------- |
| 1    | Maren Hammerschmidt   |
| 2    | Sophie Boilley        |
| 3    | Synnøve Solemdal      |
| 4    | Anastassija Kalina    |
| 5    | Kaia Wøien Nicolaisen |
| 6    | Kristel Viigipuu      |
| 7    | Miriam Behringer      |
| 8    | Larissa Kusnezowa     |
| 9    | Emilija Jordanowa     |
| 10   | Swetlana Perminowa    |

| Rang | Name                  |
| ---- | --------------------- |
| 1    | Sophie Boilley        |
| 2    | Anastassija Kalina    |
| 3    | Synnøve Solemdal      |
| 4    | Maren Hammerschmidt   |
| 5    | Larissa Kusnezowa     |
| 6    | Kaia Wøien Nicolaisen |
| 7    | Réka Ferencz          |
| 8    | Swetlana Perminowa    |
| 9    | Ala Talkatsch         |
| 10   | Gabriela Soukalová    |

| Rang | Nation                                                          |
| ---- | --------------------------------------------------------------- |
| 1    | RusslandLarissa Kusnezowa Swetlana Perminowa Anastassija Kalina |
| 2    | NorwegenKaia Wøien Nicolaisen Marie Hov Synnøve Solemdal        |
| 3    | DeutschlandMiriam Behringer Maren Hammerschmidt Nicole Wötzel   |
| 4    | FrankreichLeslie Mercier Aurélie Bajard Sophie Boilley          |
| 5    | BelarusKarina Sawossik Ala Talkatsch Sofija Skardsina           |